# Movimiento de control de la natalidad en los Estados Unidos

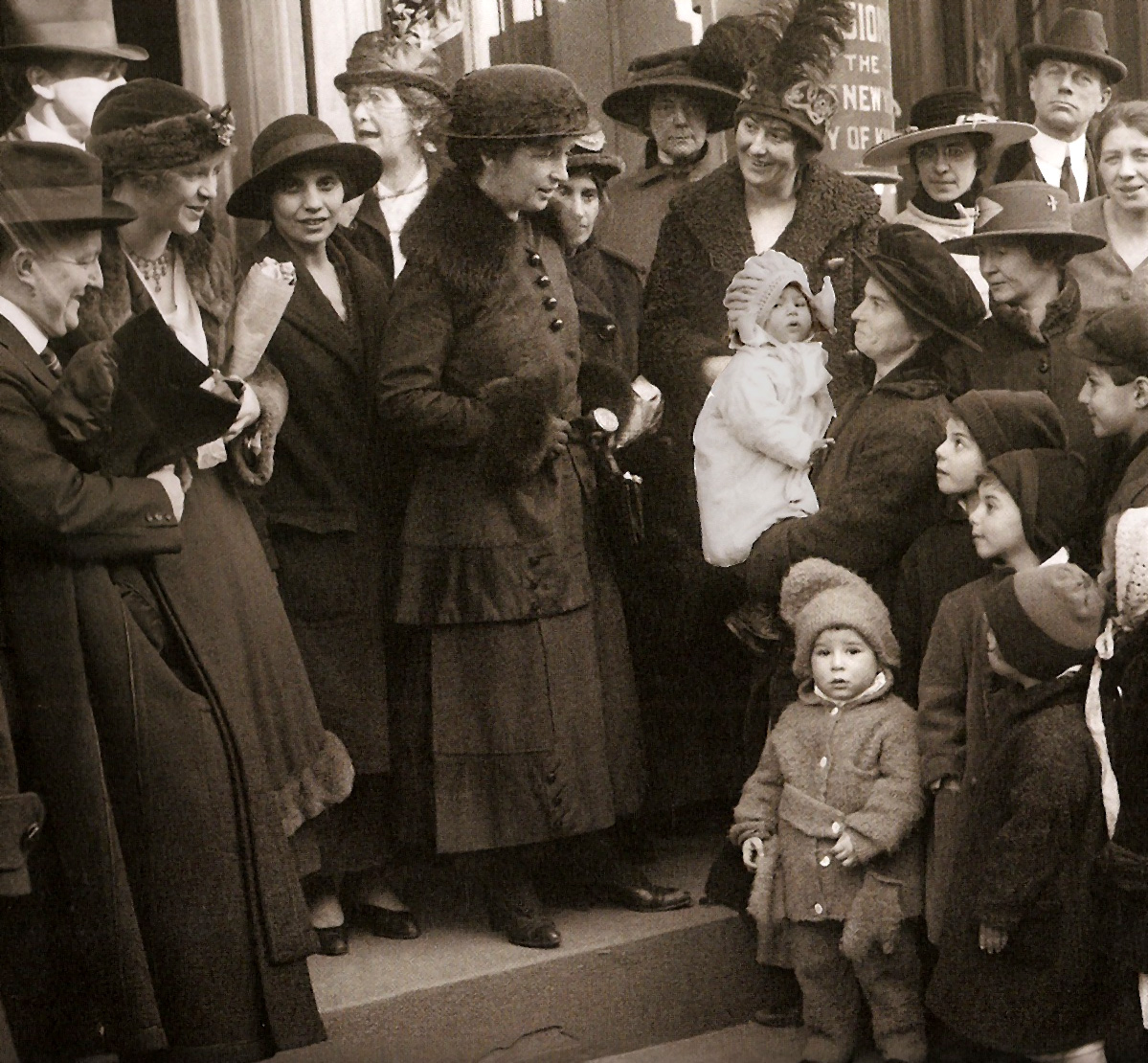
Margaret Sanger, una activista del control de la natalidad, su hermana, Ethel Byrne y Fania Mindell, saliendo de un juzgado en Brooklyn, Nueva York, el 8 de enero de 1917, durante un juicio para abrir una clínica de control de la natalidad.

El movimiento del control de la natalidad en los Estados Unidos fue una campaña de reforma social que se extendió desde 1914 a 1945 aproximadamente, y que tuvo como objetivo aumentar la disponibilidad de la anticoncepción en los Estados Unidos por medio de la educación y la legalización.  El movimiento comenzó en 1914 cuando un grupo de radicales políticos de la ciudad de Nueva York, dirigido por Emma Goldman, Mary Dennett y Margaret Sanger, empezó a preocuparse por las dificultades que ocasionaban el parto y el aborto autoinducido a las mujeres de bajos ingresos. En aquel entonces dar información acerca de la anticoncepción se consideraba como algo obsceno, por lo que los activistas arremetieron contra las leyes de Comstock que prohibían la distribución de cualquier material obsceno y/o lascivo a través del correo. Con la esperanza de provocar un fallo judicial favorable, Sanger rompió deliberadamente la ley mediante la distribución de “The Woman Rebel” (La mujer rebelde), un boletín que contenía un análisis sobre la anticoncepción. En 1916, Sanger abrió la primera clínica de control de natalidad en los Estados Unidos, pero la clínica fue inmediatamente cerrada por la policía y Sanger fue condenada a 30 días de cárcel.
La Primera Guerra Mundial fue un momento crucial para el movimiento ya que muchos de los soldados estadounidenses fueron diagnosticados con infecciones de transmisión sexual. El gobierno respondió a esta situación lanzando una campaña contra las enfermedades venéreas que enmarcaba las relaciones sexuales y la anticoncepción como problemas de salud pública y temas legítimos de investigación científica. Esta fue la primera vez que una institución gubernamental de los Estados Unidos participaba en un debate público sobre cuestiones sexuales; como consecuencia, la anticoncepción pasó de ser un problema de la moral a un problema de salud pública.
Alentado por el cambio de actitud de la sociedad ante el control de la natalidad, Sanger abrió una segunda clínica de control de la natalidad en 1923, y esta vez no hubo arrestos o controversia. A lo largo de la década de 1920, el debate público sobre la anticoncepción se convirtió en algo común y el término “control de natalidad” quedó firmemente establecido en la lengua vernácula de la nación. Este hecho marcó una transición de las estrictas costumbres sexuales de la época victoriana a una sociedad sexualmente más tolerante.
En la década de 1930, sucesivas victorias legales continuaron debilitando las leyes contra la anticoncepción. En 1937, las victorias en los tribunales motivaron a la Asociación Médica Estadounidense a adoptar la anticoncepción como un componente esencial en los planes de estudio de medicina. Sin embargo la comunidad médica tardó en aceptar esta nueva responsabilidad y las mujeres siguieron confiando en el asesoramiento sobre métodos anticonceptivos inseguros e ineficaces procedentes de fuentes mal informadas. En 1942 se fundó la Federación Americana para la Planificación Familiar, con la creación de una red nacional de clínicas de control de la natalidad. Después de la Segunda Guerra Mundial, el movimiento para la legalización del control de la natalidad llegó a una conclusión gradual, fue plenamente aceptado por la profesión médica como control de la natalidad y dejaron de aplicarse las leyes que había contra la anticoncepción.

## La anticoncepción en elsigloXIX

### Prácticas de control de la natalidad
La práctica del control de la natalidad era algo común en todo Estados Unidos antes de 1914, cuando empezó el movimiento para legalizar la anticoncepción. Las técnicas empleadas desde hacía mucho tiempo incluían el Método Ogino-Knaus, retirada (o coitus interruptus), diafragma (anticonceptivo), esponja anticonceptiva, condones, la lactancia materna prolongada y espermicidas. El uso de métodos anticonceptivos aumentó a lo largo del siglo XIX, lo que ocasionó una caída del 50% en la tasa de fertilidad en los Estados Unidos entre 1800 y 1900, particularmente en las regiones urbanas. La única encuesta conocida que se llevó a cabo durante el siglo XIX sobre los hábitos anticonceptivos de las mujeres estadounidenses, fue realizada por Clelia Mosher de 1892 a 1912. La encuesta se basó en una pequeña muestra de mujeres de la clase alta y reveló que la mayoría de las mujeres usaban métodos anticonceptivos (principalmente duchas vaginales y también retirada, método del ritmo, condones y diafragma o pesario vaginal) y consideraban el sexo como un acto placentero que podría ser llevado a cabo sin tener como objetivo la procreación.

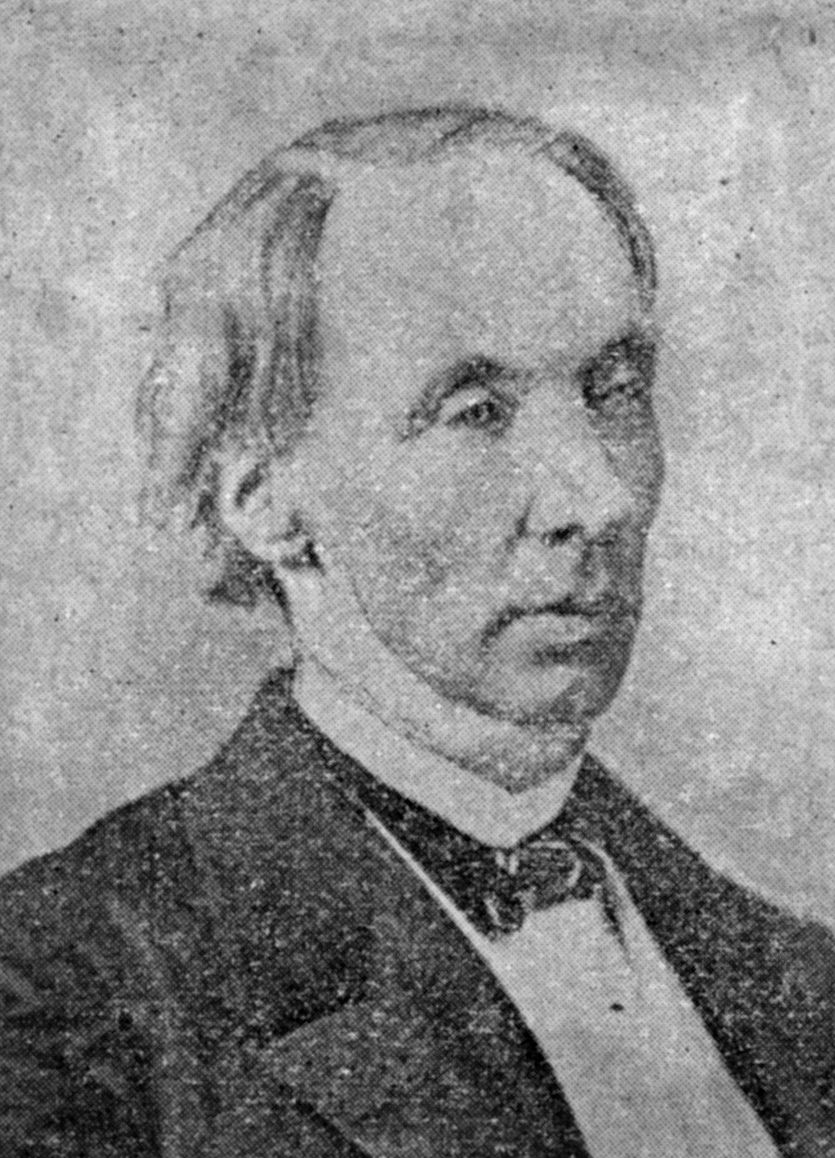
Robert Dale Owen escribió el primer libro sobre el control de la natalidad publicado en los EE. UU.

Aunque los anticonceptivos eran relativamente comunes en las clases sociales media y alta, raramente se discutía este tema en público. El primer libro publicado en los Estados Unidos, que se atrevió a hablar de la anticoncepción fue “Moral Physiology or A Brief and Plain Treatise on the Population Question, publicado por Robert Dale Owen en 1831.</ref> El libro sugería que la planificación familiar era un esfuerzo loable y que la satisfacción sexual, sin tener como objetivo la reproducción, no era algo inmoral. Owen recomendaba en su libro la retirada (coito interrumpido) pero también debatía sobre las esponjas y los condones. A este libro le siguió “Fruits of Philosophy: The Private Companion of Young Married People” escrito en 1832 por Charles Knowlton, que recomendaba las duchas vaginales. Knowlton fue procesado en Massachusetts por cargos de obscenidad y sirvió tres meses en prisión.
En general las prácticas anticonceptivas fueron adoptadas antes en Europa que en los Estados Unidos. El libro de Knowlton fue reimpreso en 1877 en Inglaterra por Charles Bradlaugh y Annie Besant con el objetivo de desafiar a las leyes de obscenidad de Gran Bretaña. Fueron detenidos y posteriormente absueltos pero la publicidad que se generó en torno a su juicio, contribuyó a la formación, en 1877, de la Liga de Malthus, el primer grupo de apoyo al control de la natalidad en el mundo. Este grupo trató de limitar el crecimiento poblacional para evitar las funestas predicciones de Thomas Malthus sobre el crecimiento exponencial de la población que conduciría a la pobreza y el hambre en todo el mundo. En 1930, en casi todos los países europeos se habían establecido sociedades similares y el control de la natalidad empezó a encontrar aceptación en la mayoría de los países de Europa occidental, excepto en la Irlanda católica, España y Francia. Así como las sociedades de control de la natalidad se propagaban por Europa, también lo hicieron las clínicas de control de la natalidad. La primera clínica de control de la natalidad en el mundo se fundó en los Países Bajos en 1882, y fue dirigida por la primera médico femenina de los Países Bajos,  Aletta Jacobs. La primera clínica de control de la natalidad en Inglaterra fue fundada en 1921 en Londres por Marie Stopes.

### La anticoncepción está proscrita

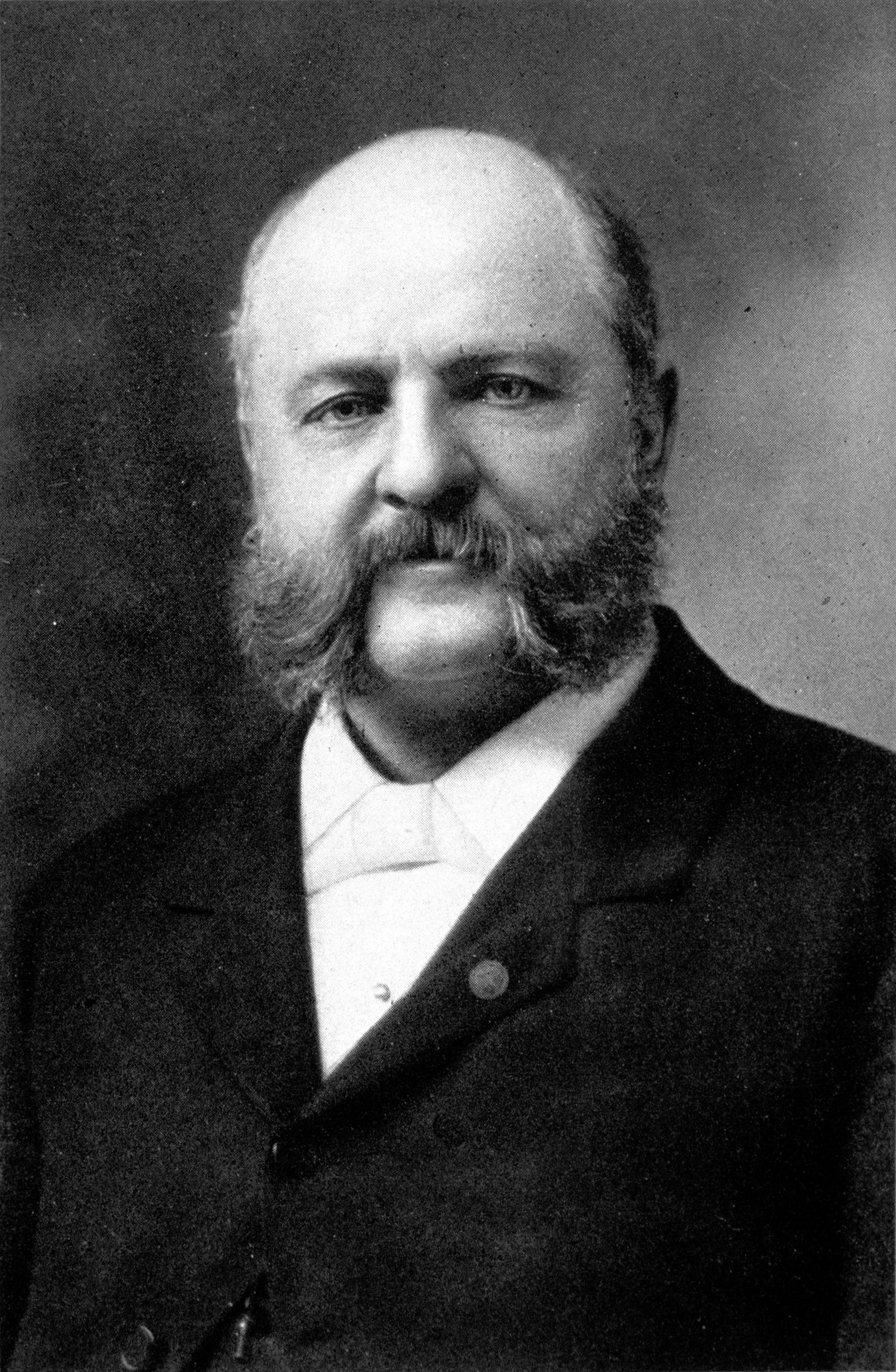
Anthony Comstock fue el responsable de muchas de las leyes contra la anticoncepción en los Estados Unidos.

La anticoncepción era legal en los Estados Unidos durante la mayor parte del siglo XIX, pero en la década de 1870 un movimiento de pureza social, dirigido a proscribir el vicio en general y la prostitución y la obscenidad en particular, cobró fuerza. Estaba compuesto principalmente por reformadores morales protestantes y mujeres de clase media, esta campaña contra la anticoncepción de la época victoriana atacó la anticoncepción considerándola como una práctica inmoral que promovía la prostitución y las enfermedades venéreas. Anthony Comstock, un inspector postal y líder de este movimiento de pureza, presionó con éxito para la aprobación de la Ley Comstock de 1873, una ley federal que prohibía el envío por correo de “cualquier artículo o cosa diseñada o destinada a la prevención de la concepción o provocación del aborto”, así como cualquier forma de información sobre anticonceptivos. Muchos estados aprobaron también leyes estatales similares (colectivamente conocidas como las leyes de Comstock), que se extendían a la ley federal prohibiendo el uso de anticonceptivos y su distribución. Comstock estaba orgulloso de haber sido personalmente responsable de miles de detenciones y de la destrucción de cientos de toneladas de libros y folletos.
Comstock y sus aliados también se dirigieron contra los libertarios y utopistas que componían el movimiento del amor libre, una iniciativa que promovía la libertad sexual, la igualdad de la mujer y la abolición del matrimonio. Los defensores del amor libre eran el único grupo que se oponía activamente a las leyes de Comstock en el siglo XIX, preparando el escenario para el movimiento del control de la natalidad.
Los esfuerzos del movimiento del amor libre no tuvieron éxito y a principios del siglo XX, los gobiernos federales y estatales comenzaron a hacer cumplir las leyes de Comstock con mayor rigor. En respuesta, la anticoncepción pasó a la clandestinidad pero no se extinguió. Se redujo el número de publicaciones sobre el tema y los anuncios, si es que se encontraba alguno, utilizaban eufemismos tales como “ayudas maritales” o “dispositivos de higiene”. Las farmacias continuaron vendiendo condones como “artículos de goma” y capuchones cervicales como “protección del útero”.

## El comienzo (1914-1916)

### Movimiento de la libertad de expresión

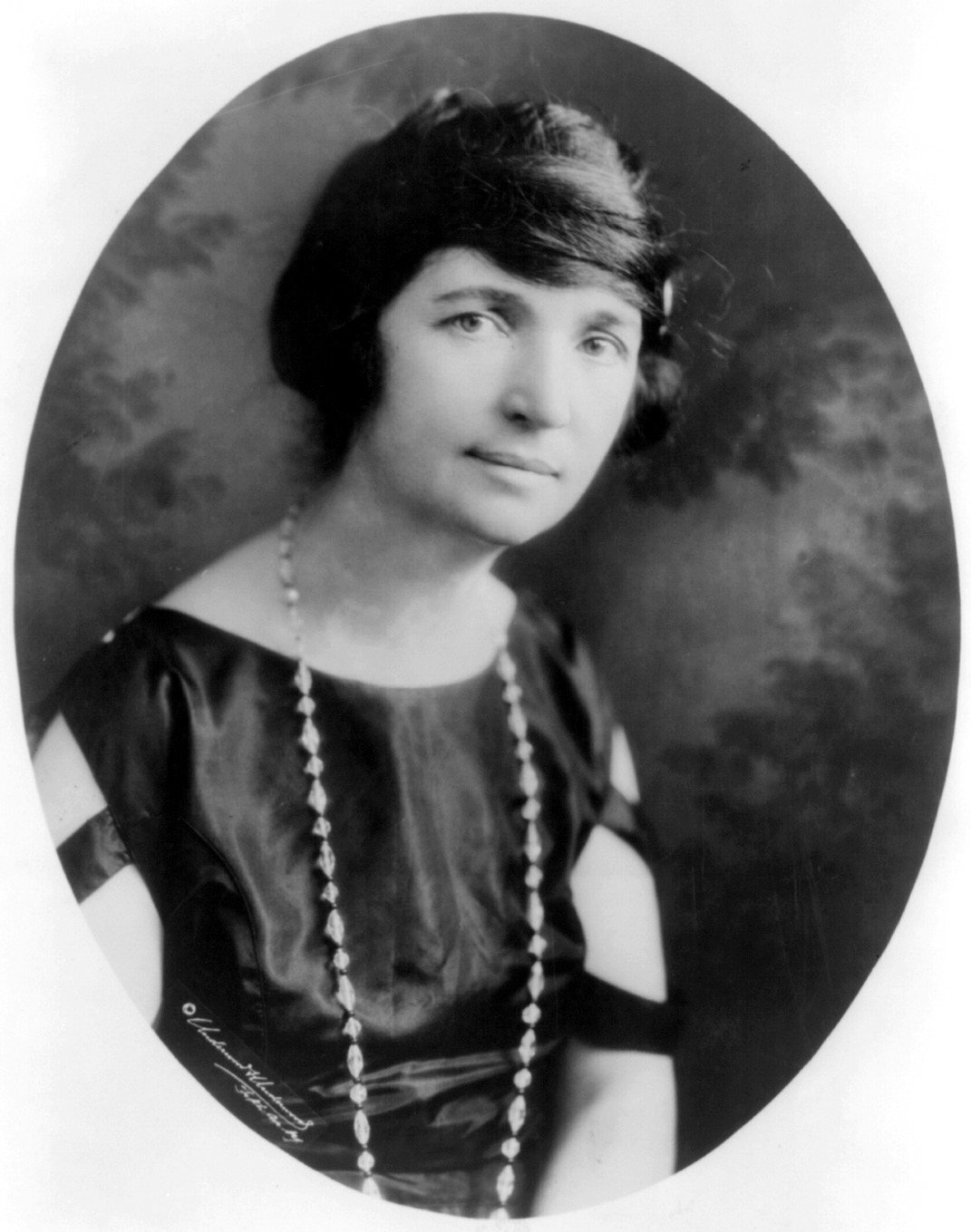
Margaret Sanger fue un líder del movimiento del control de la natalidad.

En el cambio de siglo, surgió un movimiento enérgico centralizado en Greenwich Village, que pretendía revocar la prohibición de la libertad de expresión. Respaldado por los radicales, feministas, anarquistas y los ateos como Ezra Heywood, Moses Harman, D. M. Bennett y Emma Goldman, estos activistas se enfrentaban regularmente a las leyes en contra de la obscenidad y más tarde lucharon contra el esfuerzo del gobierno para suprimir el discurso crítico de la participación en la Primera Guerra Mundial. Antes de 1914, el movimiento de la libertad de expresión se centró en la política y rara vez tocó el tema de la anticoncepción. Prior to 1914, the free speech movement focused on politics, and rarely addressed contraception.
En 1912 se unió al círculo de Goldman de radicales, socialistas y bohemios, una enfermera, Margaret Sanger, cuya madre había tenido 18 embarazos en 22 años y que había fallecido a los 50 años de tuberculosis y cáncer cervical.  En 1913 Sanger trabajó en el distrito Lower East Side de Nueva York, con las mujeres pobres que sufrían debido a frecuentes partos y abortos autoinducidos. Después del suceso de un caso médico especialmente trágico, Sanger escribió: “Tiré mi bolsa de enfermera en la esquina y declaré [...] nunca tomaré otro caso hasta que consiga que las mujeres trabajadoras de Estados Unidos tengan el conocimiento para poder controlar la natalidad.” Sanger acudió a las bibliotecas públicas para buscar información sobre la anticoncepción, pero no había nada disponible. Le indignó el hecho de que las mujeres de clase obrera no pudieran obtener anticonceptivos mientras que las mujeres de la clase alta, que tenían acceso a la medicina privada, sí podían.

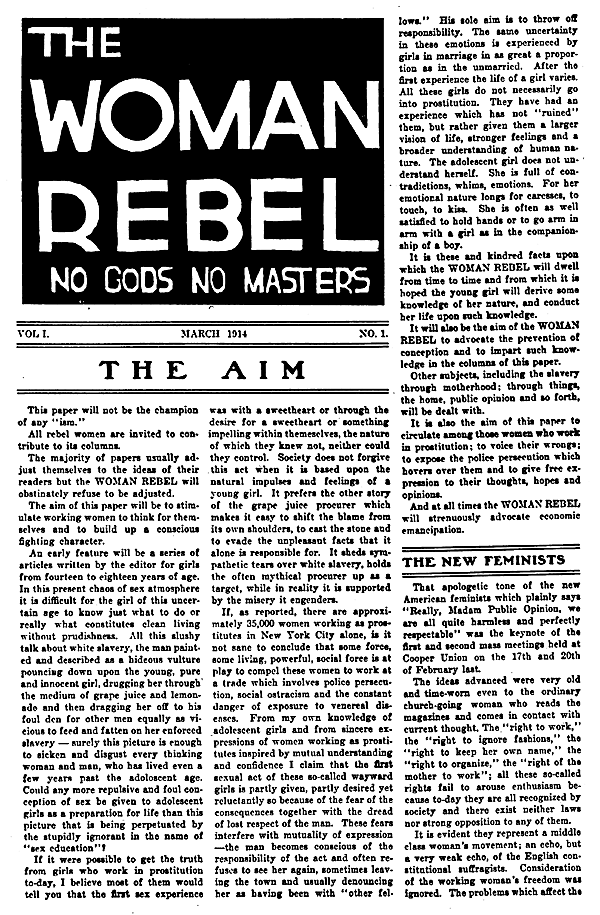
La primera edición de "The Woman Rebel" (La mujer rebelde), marzo 1914

Influenciada por Goldman y la Liga de la Libertad de Expresión, Sanger decidió desafiar a las leyes de Comstock que prohibían la difusión de información sobre anticonceptivos. Con este objetivo en mente lanzó en 1914 "The Woman Rebel", un boletín de noticias mensual de ocho páginas que promovía la anticoncepción utilizando el lema “No Gods, No Masters” (no hay dioses, no hay maestros), y proclamó que cada mujer debería ser la “dueña absoluta de su propio cuerpo”. Sanger acuñó el término “control de la natalidad”, que apareció por primera vez en las páginas de The Woman Rebel como una alternativa más directa para eufemismos tales como “limitación de la familia”.
El objetivo de Sanger de desafiar a la ley se cumplió cuando fue procesada en agosto de 1914, sin embargo los fiscales centraron más su atención en los artículos que Sanger había escrito sobre asesinato y matrimonio que en la anticoncepción. Temerosa de ser enviada a la cárcel sin tener la oportunidad de argumentar en la corte a favor del control de la natalidad, huyó a Inglaterra para eludir el arresto.
Mientras Sanger estaba en Europa, su esposo continuó su trabajo y fue arrestado después de distribuir una copia de un panfleto sobre el control de la natalidad a un empleado de correos encubierto. Su detención y condena de 30 días de cárcel provocaron que varias revistas y periódicos importantes, como Harper´s Weekly y el New York Tribune, publicaran artículos sobre la controversia del control de la natalidad. Emma Goldman y Ben Reitman fueron de gira por el país para hablar a favor del matrimonio Sanger y distribuir copias del panfleto "Family Limitation" (Limitación de la familia). El exilio de Margaret Sanger y el arresto de su marido colocaron al movimiento de control de la natalidad a la vanguardia de las noticias en los Estados Unidos.

### Primeras organizaciones de control de la natalidad
En la primavera de 1915 los partidarios de los Sangers, liderados por María Dennett, formaron la Liga Nacional de Control de la Natalidad (NBCL siglas en inglés), que fue la primera organización de control de la natalidad en América. A lo largo de 1915 se formaron organizaciones regionales más pequeñas en San Francisco, Portland, Oregon, Seattle y Los Ángeles.
Sanger regresó a los Estados Unidos en octubre de 1915. Ella planeaba abrir una clínica de control de la natalidad siguiendo el modelo de la clínica que había visitado en Ámsterdam, la primera de este tipo en el mundo. Primero tuvo que luchar contra los cargos pendientes en su contra. Un conocido abogado Clarence Darrow se ofreció para defender a Sanger gratuitamente pero, debido a la presión pública, el gobierno retiró los cargos a principios de 1916. No estando bajo la amenaza de cárcel, Sanger se embarcó en una gira exitosa por el país dando conferencias, lo que la catapultó a la dirección del movimiento de control de la natalidad de los Estados Unidos.  Otras figuras destacadas, como William J. Robinson y Mary Dennett, optaron por trabajar en un segundo plano o dirigieron su atención a otras causas. A mediados de 1916 Sanger viajó a Boston para prestar su apoyo a la Liga de Control de la Natalidad de Massachusetts y a la activista de este movimiento Van Kleeck Allison que estaba en la cárcel.

### Primera clínica de control de la natalidad

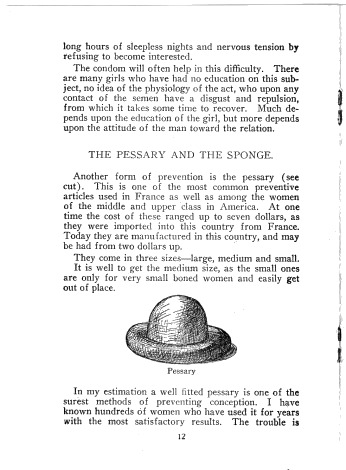
Esta página del panfleto sobre el control de natalidad “Family Limitation” de 1914, describe un capuchón cervical.

Durante su gira de conferencias en 1916, Sanger promovió las clínicas de control de la natalidad basándose en el modelo holandés que había observado durante su viaje a Europa en 1914. Aunque inspiró a muchas comunidades locales a crear ligas de control de la natalidad, no se llegó a establecer ninguna clínica. Por consiguiente Sanger decidió fundar una clínica de control de natalidad en Nueva York, que ofrecería a las mujeres servicios gratuitos para la anticoncepción. La ley del estado de Nueva York prohibía la distribución e información de anticonceptivos, sin embargo Sander tenía la esperanza de aprovechar una disposición en la ley que permitía a los médicos recetar anticonceptivos para la prevención de enfermedades. El 16 de octubre de 1916 Sanger inauguró la clínica Brownsville en Brooklyn, la cual fue un éxito inmediato ya que acudieron más de 100 mujeres el primer día de su apertura. Unos días después, una mujer policía encubierta compró un capuchón cervical en la clínica y Sanger fue arrestada. Como se negó a caminar, Sanger junto con un compañero de trabajo fueron arrastrados fuera de la clínica por los agentes de policía. La clínica se cerró y no se volvió a abrir otra clínica de control de la natalidad en los Estados Unidos hasta 1923.
El juicio de Sanger comenzó en enero de 1917. Recibió el apoyo de un gran número de mujeres ricas e influyentes que se unieron para formar el "Comité de las Cien", que se dedicó a recaudar fondos para Sanger y la NBCL (siglas en inglés de la Liga Nacional de Control de Natalidad). Este mismo comité también comenzó a publicar una revista mensual: “Birth Control Review” y estableció una red de conexiones con políticos poderosos, activistas y figuras de la prensa. A pesar del fuerte apoyo, Sanger fue condenada. El juez le ofreció una sentencia indulgente si prometía no volver a violar la ley pero Sander respondió: “No puedo respetar la ley tal como es hoy en día”. Sander cumplió una condena de 30 días de cárcel.
También había otros activistas que estaban presionando para el cambio. Emma Goldman fue arrestada en 1916 por poner en circulación información sobre el control de natalidad, y Abraham Jacobi trató de persuadir sin éxito a la comunidad médica de Nueva York para que hubiera un cambio en la ley y se permitiera a los médicos dar información sobre anticonceptivos.

## Aceptación general (1917-1923)

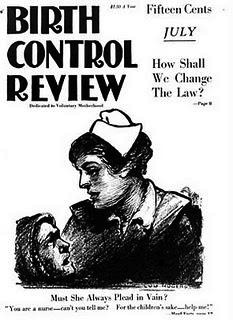
La revista “Birth Control Review” se publicó mensualmente desde 1917 hasta 1940.

La publicidad sobre el juicio de Sanger generó gran entusiasmo por la causa y a finales de 1917 había en los Estados Unidos más de 30 organizaciones de control de la natalidad. Sanger siempre fue perspicaz en lo que respecta a las relaciones públicas y aprovechó la publicidad de su juicio para promover su causa. Después de su juicio, se consagró como líder del movimiento. Otros líderes como William J. Robinson, Mary Dennett y Blanche Ames Ames no pudieron igualar el carisma, encanto y fervor de Sanger.
El movimiento fue evolucionando de tener sus raíces en una clase trabajadora afín al radicalismo a una campaña respaldada por mujeres de la alta sociedad y profesionales liberales. Sanger y sus compañeros defensores empezaron a bajar el tono de su retórica radical y en su lugar recalcaron los beneficios socioeconómicos del control de la natalidad, una política que provocó un aumento en la aceptación por parte de los estadounidenses convencionales. La cobertura mediática aumentó, y varias películas del cine mudo producidas en la década de 1910 tenían como tema el control de la natalidad (incluyendo “Control de la natalidad” producida e interpretada por la misma Sanger).
Sin embargo, la oposición al control de la natalidad se mantuvo firme. Las legislaturas estatales se negaron a legalizar la anticoncepción y la distribución de información sobre anticonceptivos. Los líderes religiosos atacaban verbalmente a las mujeres que preferían “lo fácil y la moda” a la maternidad y los eugenistas estaban preocupados de que este control de la natalidad agravara el diferencial de la tasa de natalidad entre la “vieja estirpe” de americanos blancos y “los de color” o inmigrantes.
Sanger formó la Compañía Editorial de la Mujer de Nueva York (NYWPC, siglas en inglés) en 1918 y bajo sus auspicios, se convirtió en editora de la revista "Control de la Natalidad". La activista sufragista británica Kitty Marion vendía la revista a 20 centavos por ejemplar, de pie en las esquinas de Nueva York, soportando amenazas de muerte, abucheos, salivazos, abuso físico y acoso policial. En el transcurso de los diez años siguientes, Marion fue arrestada 9 veces por su defensa del control de la natalidad.

### Victoria legal
Sanger apeló su condena de 1917 y en 1918 obtuvo una victoria mixta, en una decisión unánime de la Corte de Apelaciones de Nueva York escrita por el juez Frederick E. Crane. El dictamen del tribunal confirmó su condena, pero indicó que los tribunales estarían dispuestos a permitir la anticoncepción si estaba prescrito por los médicos. Esta decisión sólo era aplicable en el estado de Nueva York, dónde abrió la puerta para el establecimiento de clínicas de control de la natalidad bajo supervisión médica. Ella misma no aprovechó esta oportunidad, esperando erróneamente que los médicos lideraran el camino y en su lugar se concentró en escribir y dar conferencias.

### La Primera Guerra Mundial y los condones
El movimiento del control de la natalidad recibió un impulso inesperado durante la Primera Guerra Mundial, como resultado de la crisis que se presentó en el ejército de los Estados Unidos cuando muchos de sus soldados fueron diagnosticados con sífilis o gonorrea. El ejército llevó a cabo una extensa campaña de educación, no sólo centrada en la abstinencia sino ofreciendo también alguna orientación anticonceptiva. El ejército, bajo presión por parte de los defensores de la pureza, no distribuyó condones e incluso no apoyó su uso, siendo Estados Unidos la única fuerza militar en la Primera Guerra Mundial que no suministró condones a sus tropas. Cuando los soldados estadounidenses estaban en Europa, encontraron preservativos de goma de fácil acceso y cuando regresaron a los Estados Unidos continuaron usándolos como el método preferido de control de la natalidad.
La campaña del ejército contra la enfermedad venérea supuso un momento crucial para el movimiento: era la primera vez que una institución gubernamental había participado en un debate público y sostenido sobre asuntos relacionados con la sexualidad. En el discurso público del gobierno, el sexo pasó de ser un tema reservado a ser un tema legítimo de la investigación científica, que transformó la anticoncepción de ser una cuestión de moral a ser un problema de salud pública.

### La gestión legislativa
Durante la Primera Guerra Mundial, Mary Dennett centró sus esfuerzos en el movimiento por la paz, pero en 1918 regresó al movimiento del control de la natalidad. Continuó liderando la Liga Nacional del Control de la Natalidad (NBCL) y colaboró con la Compañía Editorial de la Mujer de Nueva York, de Sanger. En 1919, Dennett publicó un folleto educativo, “The Sex Side of Life” que se distribuyó por todas partes y que se refería al sexo como un acto natural y agradable. Sin embargo, en el mismo año, frustrada por la falta de financiación de la NBCL, Dennett se separó y fundó la Liga de Paternidad Voluntaria (VPL, siglas en inglés). Tanto Dennett como Sanger propusieron cambios legislativos para legalizar el control natal pero tomaron diferentes enfoques: Sanger aproyaba la anticoncepción pero solo bajo la supervisión de un médico; Dennett presionaba por el libre acceso a los métodos anticonceptivos. Sanger, defensora de los diafragmas, pensaba que un acceso sin restricciones resultaría en diafragmas mal ajustados y daría lugar a charlatanería médica. A Dennett le preocupaba el hecho de que, si las mujeres necesitaban recetas de los médicos para adquirir los anticonceptivos, las mujeres pobres no tendrían acceso a ellos y también le preocupaba la escasez de médicos especializados en control de natalidad. Ambas iniciativas legislativas fracasaron en parte debido a que algunos legisladores consideraban que el temor al embarazo era lo único que mantenía a las mujeres castas. A principios de 1920, la posición de liderazgo de Sanger en el movimiento se afianzó debido a que daba conferencias con frecuencia y porque tomó medidas para excluir a Dennett de reuniones y eventos.

### Liga Americana de Control de Natalidad
Aunque Sanger estaba ocupada con la publicación de la revista “Control de la Natalidad” durante los años 1919 a 1920, en ese tiempo no estuvo formalmente afiliada con alguna de las principales organizaciones de control de la natalidad (NBCL o VPL). En 1921 se convenció de que tenía que asociarse con un órgano oficial para ganarse el apoyo de las asociaciones profesionales y la comunidad científica. En lugar de unirse a una organización existente, pensó en crear una nueva. Como primer paso, organizó la primera conferencia sobre control de la natalidad en América, que se celebró en noviembre de 1921 en la ciudad de Nueva York. En la última noche de la conferencia, mientras Sanger se preparaba para dar un discurso en el abarrotado Town Hall Theater, la policía allanó la reunión y la arrestaron por alteración del orden público. Desde el escenario gritó: “Tenemos derecho a celebrar la reunión de acuerdo con la Constitución…dejen que nos golpeen si quieren hacerlo”.  Pronto fue puesta en libertad.  Al día siguiente se descubrió que Patrick Joseph Hayes, arzobispo de Nueva York, había presionado a la policía para que impidiera la reunión. La incursión al teatro por parte de la policía fue un punto clave para el movimiento. Poco a poco se desvaneció la oposición del gobierno y de la comunidad médica y la iglesia católica surgió como su oponente más fuerte. Después de la conferencia, Sanger y sus seguidores constituyeron la Liga Americana para el Control de la Natalidad (ABCL).
La Oficina de Investigación Clínica (CRB, siglas en inglés) operó desde este edificio de Nueva York de 1930 a 1973.

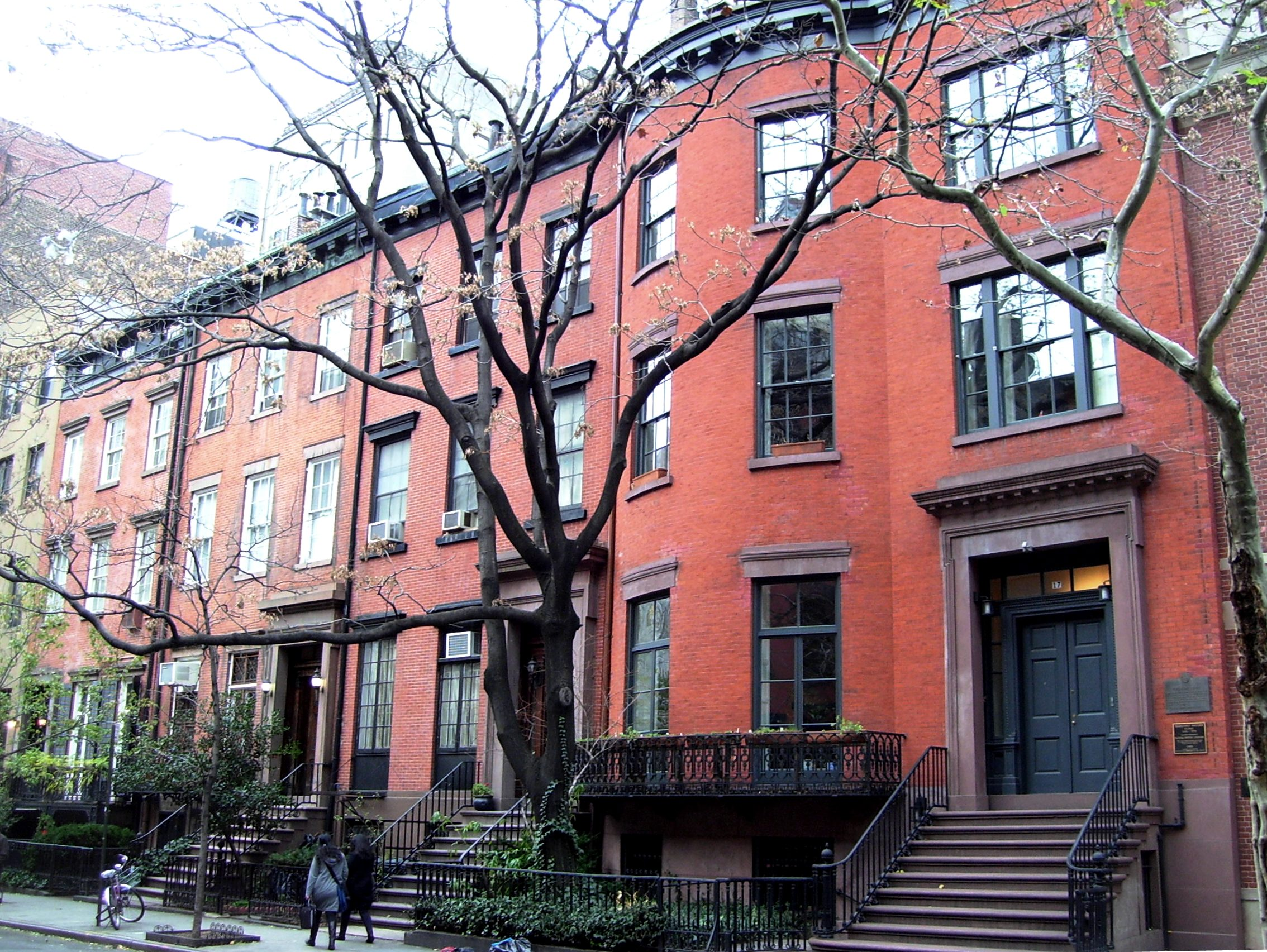
Declaración fundacional de la Liga Americana para el Control de la Natalidad.

### La segunda clínica de control de la natalidad
Cuatro años después de que el Tribunal de Apelaciones de Nueva York abriera las puertas para que los médicos pudieran prescribir anticonceptivos, Sanger inauguró la segunda clínica de control de la natalidad, la cual equipó con médicos para que fuera legal, siguiendo el fallo de la corte (la primera clínica había empleado enfermeras). Esta segunda clínica, Clinical Research Bureau (CRB), abrió sus puertas el 2 de enero de 1923. Para evitar el acoso de la policía, no se publicó su existencia. Se indicó que su objetivo principal era la investigación científica y sólo prestaba servicios a las mujeres casadas. Finalmente en diciembre de 1923 fue anunciada su existencia al público, pero esta vez no hubo arrestos o controversia. Esto convenció a los activistas, que después de 10 años de lucha, habían conseguido que el control de la natalidad fuera por fin ampliamente aceptado en los Estados Unidos. La CRB fue la primera clínica legal de control de la natalidad en los Estados Unidos y rápidamente se convirtió en el principal centro de investigación de anticonceptivos en el mundo.

## Avances y retrocesos (Décadas de 1920-1940)

### Aceptación generalizada

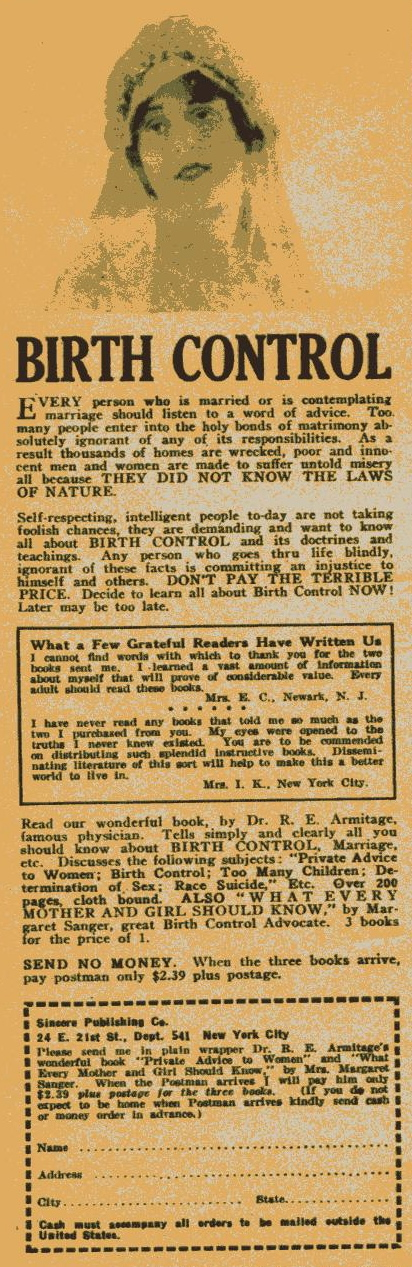
Publicidad a partir de 1926

Tras la exitosa apertura de la CRB en 1923, el debate público de la anticoncepción se convirtió en algo más frecuente, y el término “control de natalidad” quedó firmemente establecido en la lengua vernácula de la nación. De los cientos de referencias a métodos anticonceptivos en revistas y periódicos en la década de 1920, más de dos tercios fueron favorables. La disponibilidad de los métodos anticonceptivos marcó el final de la estricta moralidad de la época victoriana y marcó el comienzo de una sociedad sexualmente más tolerante. Otros factores que contribuyeron al cambio fueron el aumento de la movilidad debido a los automóviles, el estilo de vida urbana anónima y la euforia de la posguerra. Sociólogos que encuestaron a mujeres en Muncie, Indiana, en 1925, encontraron que todas las mujeres de la clase alta aprobaban el control de la natalidad y más del 80% de las mujeres de la clase obrera también. La tasa de natalidad en Estados Unidos disminuyó un 20% entre 1920 y 1930, debido principalmente al aumento del uso de anticonceptivos.

### La oposición
Aunque las clínicas se hicieron más comunes a finales de 1920, el movimiento aún enfrentaba importantes desafíos. Grandes sectores de la comunidad médica se resistían al control de la natalidad; los defensores del control de la natalidad fueron incluidos en la lista negra por la industria de la radio, y las leyes federales y estatales, aunque por lo general no se aplicaban, todavía prohibían la anticoncepción.
El oponente más significativo al control de la natalidad era la Iglesia Católica, que movilizó a la oposición en muchos lugares durante la década de 1920. Los Católicos persuadieron al ayuntamiento de Siracusa (Nueva York)de prohibir a Sanger el que diera un discurso en 1924; la Asamblea Nacional Católica de la Asistencia Social cabildeó en contra del control de la natalidad; los Caballeros de Colón boicotearon los hoteles que acogían los eventos relacionados con el control de la natalidad; el comisionado de la policía católica de Albany impidió que Sanger diera allí sus discursos; el alcalde católico de Boston, James Curley, impidió que Sanger hablara en público; y varias empresas de noticiarios, presionados por los Católicos, se negaron a cubrir todos los eventos relacionados con el control de la natalidad. La ABCL aprovechó el boicoteo de sus eventos y charlas para invitar a la prensa a que cubriera las noticias, generando así a menudo simpatía del público por su causa. Sin embargo, el cabildeo católico fue particularmente eficaz en el ámbito legislativo, donde sus argumentos referentes a que la anticoncepción era algo antinatural, dañino e indecente, impidieron varias iniciativas, incluyendo un intento en 1924 de Mary Dennett de revocar leyes federales contra la anticoncepción.
Durante la década de 1920, decenas de clínicas de control de la natalidad se abrieron a través de los Estados Unidos, pero no sin incidentes. En 1929 la policía de Nueva York allanó una clínica en Nueva York y arrestó a dos doctores y tres enfermeras por difundir información sobre anticonceptivos que no estaba relacionada con la prevención de alguna enfermedad. La ABCL logró una importante victoria en el juicio, cuando el juez dictaminó que el uso de anticonceptivos para espaciar más los nacimientos era un tratamiento médico legítimo que beneficiaría a la salud de la madre. El juicio, en el que muchos médicos prominentes actuaron como testigos de la defensa, llevó a un gran segmento de la comunidad médica a ponerse del lado de los defensores del control de la natalidad.

### La eugenesia y la raza

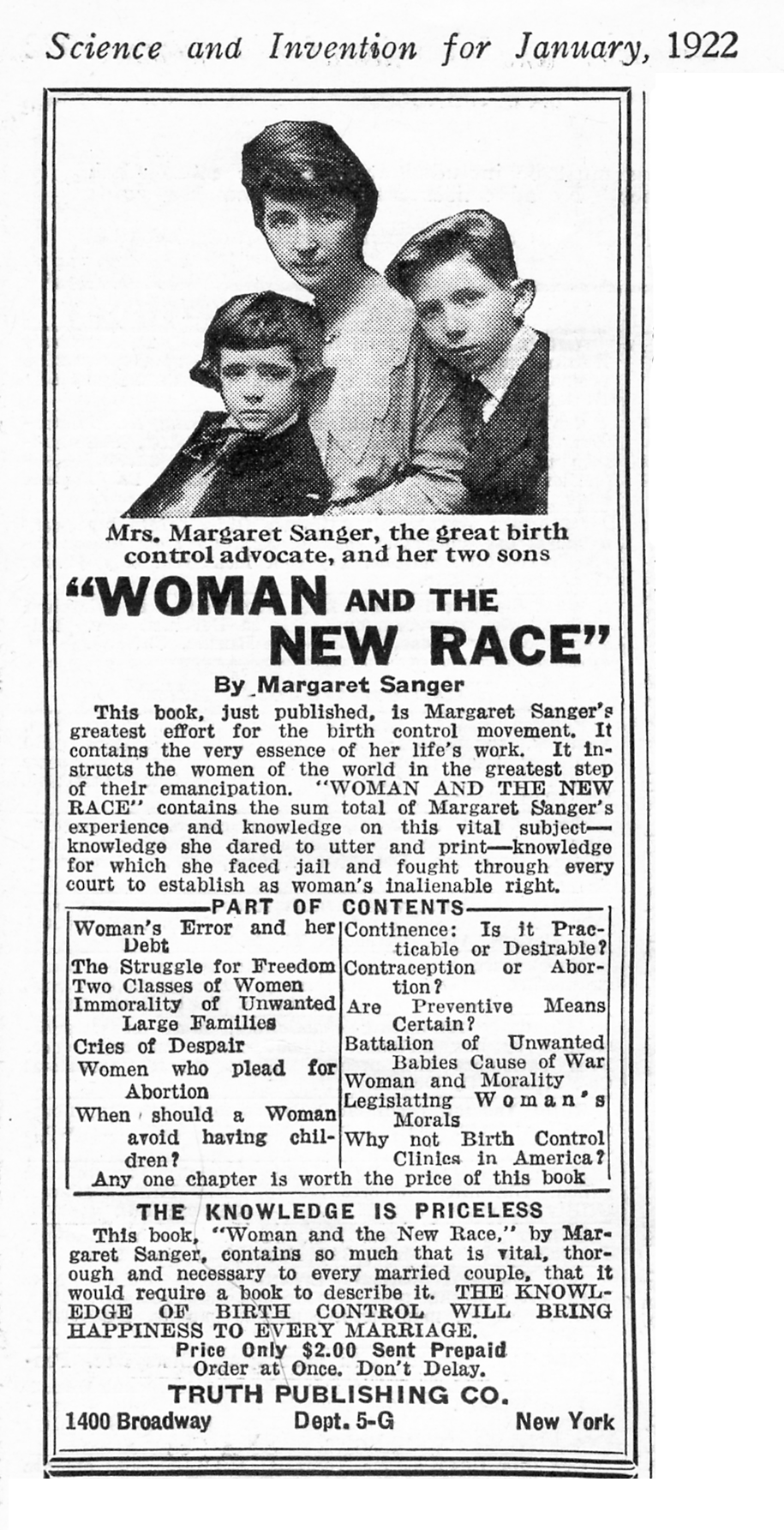
El libro de Sanger de 1920 apoyó la eugenesia.

Antes de la llegada del movimiento del control de la natalidad, la eugenesia se había vuelto muy popular en Europa y los EE. UU. y el tema fue ampliamente discutido en artículos, películas y conferencias. Los eugenistas tenían sentimientos encontrados acerca del control de la natalidad. Les preocupaba que el control de la natalidad exacerbara el diferencial de la tasa de natalidad entre razas “superiores” y razas “inferiores”; sin embargo, reconocían su valor como herramienta para la mejora de la “aptitud racial”. Los líderes del movimiento del control de la natalidad nunca consideraron la eugenesia como su objetivo principal, se centraban en la libertad de expresión y los derechos de la mujer. Sin embargo alrededor de 1920 empezaron a hacer causa común con los eugenistas, con la esperanza de ampliar la base de apoyo de su movimiento. La eugenesia reforzaba los objetivos del movimiento del control de la natalidad correlacionando excesivos nacimientos con el aumento de la pobreza, el crimen y la enfermedad. Sanger publicó dos libros a principios de la década de 1920 que avalaban la eugenesia: Woman and the New Race (la mujer y la nueva raza) y The Pivot of Civilization (el pivote de la civilización). Sanger y otros partidarios avalaban la “eugenesia negativa” (desalentar la procreación de las personas “inferiores”); sin embargo, no abogaban por la eutanasia o “eugenesia positiva” (fomentar la procreación de las personas “superiores”). Muchos eugenistas se negaron a apoyar el movimiento de control de la natalidad debido a la insistencia de Sanger en proclamar que el deber primordial de la mujer era para sí misma y no para el Estado. Many eugenicists refused to support the birth control movement because of Sanger's insistence that a woman's primary duty was to herself, not to the state.
Al igual que muchos estadounidenses blancos en los EE. UU. en la década de 1930, algunos líderes del movimiento de control de la natalidad creían que las razas de piel más clara eran superiores a las razas de piel más oscura. Asumían que los afroamericanos eran intelectualmente más retrasados, que no serían capaces de manejar sus problemas de salud y que requerirían de una supervisión especial a cargo de los blancos. El predominio de los blancos en la dirección del movimiento y en el personal médico, provocaron acusaciones de racismo por parte de los negros y las sospechas de que un “suicidio racial” podría ser una consecuencia de la adopción a gran escala del control de la natalidad.  Estas sospechas fueron mal interpretadas por algunos de los defensores blancos del control de la natalidad como falta de interés en la anticoncepción.

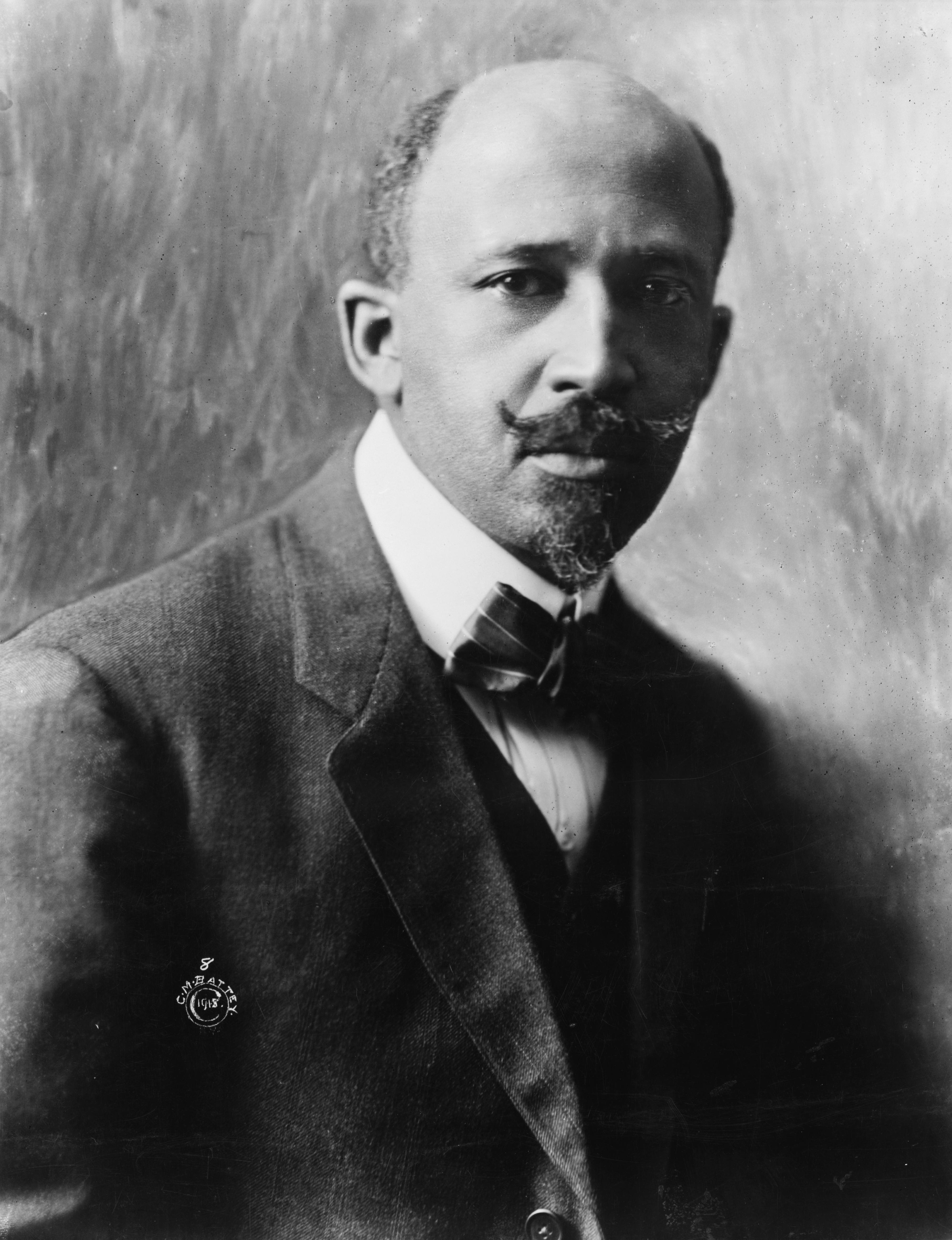
W. E. B. Du Bois sirvió en la junta directiva de la clínica del control de la natalidad de Harlem.

A pesar de estas sospechas, muchos líderes afroamericanos apoyaron los esfuerzos para suministrar anticonceptivos a la comunidad afroamericana. En 1929, James H. Hubert, un trabajador social negro y líder de la Liga Urbana de Nueva York, le pidió a Sanger ayuda para abrir una clínica en Harlem. Sanger consiguió fondos del Fondo Julius Rosenwald y abrió la clínica en 1930 cuyo personal constaba de médicos afroamericanos.  La clínica era dirigida por un consejo asesor de 15 miembros formado por doctores, enfermeras, miembros del clero, periodistas y trabajadores sociales afroamericanos. Se hizo propaganda en la prensa y en las iglesias afroamericanas y recibió la aprobación de W. E. B. Du Bois como cofundador de la National Association for the Advancement of Colored People (NAACP). A principios de la década de 1940, la Federación del Control de la Natalidad de América (BCFA, siglas en inglés) inició un programa llamado Proyecto Negro, dirigido por su División de Servicio Negro (DNS por sus siglas en inglés). Al igual que en la clínica de Harlem, el objetivo principal de la DNS y de sus programas era mejorar la salud materna e infantil. Basándose en su trabajo en la clínica de Harlem, Sanger aconsejó a la DNS que los afroamericanos tenían más confianza a los doctores de su misma raza, pero otros líderes insistían en que los blancos podían emplearse en las actividades de divulgación.  Las acciones y declaraciones discriminatorias hechas por los líderes del movimiento durante las décadas de 1920 y 1930 dieron lugar a continuas denuncias señalando al movimiento de racista.

### Expansión de la disponibilidad

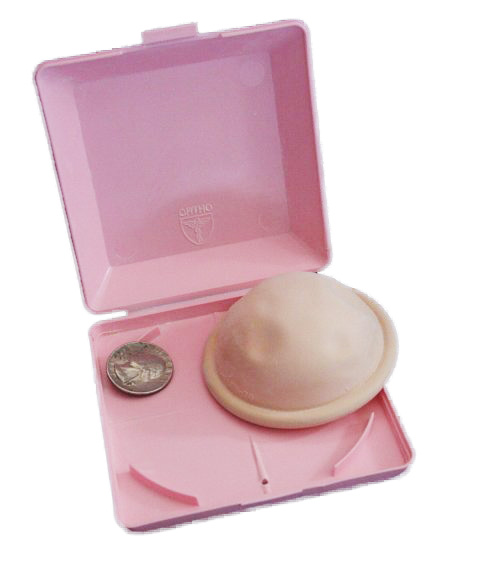
El diafragma (anticonceptivo) era el mecanismo de control de natalidad femenina más utilizado antes de la píldora.

En la década de 1930, dos importantes decisiones judiciales contribuyeron a que los anticonceptivos fueran más accesibles. En 1930, dos fabricantes de condones se demandaron mutuamente en el caso "Youngs Rubber", y el juez dictaminó que la fabricación de anticonceptivos era una empresa comercial legítima. El juez fue más allá y declaró que la ley federal que prohibía el envío de condones por correo no era jurídicamente correcta. Sanger precipitó el segundo avance legal cuando en 1932 pidió un diafragma a Japón, con la esperanza de provocar una batalla decisiva en los tribunales. El diafragma fue confiscado por el gobierno de Estados Unidos y el desafío legal posterior de Sanger llevó al juez Augustus Hand a la resolución judicial del caso "U.S. v. One Package" de 1936. Su decisión anuló una disposición importante de las leyes contra la anticoncepción, que prohibía a los médicos la obtención de anticonceptivos. Esta victoria judicial motivó a la Asociación Médica de Estados Unidos a aceptar finalmente en 1937 la anticoncepción como un servicio médico normal y un componente central dentro de los planes de estudio de medicina. Sin embargo, la comunidad médica era lenta para aceptar esta nueva responsabilidad y las mujeres continuaron confiando en las recomendaciones de anticonceptivos ineficaces e inseguros procedentes de fuentes mal informadas hasta la década de 1960.
Para 1938, más de 400 fabricantes de anticonceptivos estaban en el negocio, más de 600 marcas de anticonceptivos femeninos estaban disponibles, y los ingresos del sector industrial superaban los  250 millones de dólares por año. Los condones se vendían en máquinas expendedoras en algunos baños públicos, y los hombres gastaban dos veces más en condones que en el afeitado. Aunque los condones se habían convertido en algo común en la década de 1930, las feministas del movimiento consideraban que el control de la natalidad debía ser prerrogativa de la mujer, y siguieron presionando para que se desarrollara un anticonceptivo que estuviera bajo el control de la mujer, una campaña que en última instancia condujo a la píldora anticonceptiva oral combinada en décadas posteriores. Para aumentar la disponibilidad de anticonceptivos de alta calidad, los defensores del control de la natalidad establecieron la empresa Holland-Rantos para la fabricación de anticonceptivos, principalmente diafragmas, que era el método recomendado por Sanger. En la década de 1930, el diafragma con jalea espermicida se había convertido en la forma prescrita más común para la anticoncepción. En 1938, los anticonceptivos femeninos representaban el 85% de las ventas anuales de anticonceptivos.

### Planificación familiar
En 1936 la batalla judicial U.S. vs. One Package reunió a dos organizaciones del control de la natalidad: la ABCL y la Oficina de Investigación Clínica del Control de la Natalidad (anteriormente la CRB por sus siglas en inglés), que habían unido sus fuerzas para elaborar una defensa exitosa. Los líderes de ambos grupos vieron éste como el momento preciso para fusionar ambas organizaciones, por lo que en 1937, el Consejo de Control de la Natalidad en América, bajo el liderazgo de Sanger, se estableció para llevar a cabo una consolidación. El esfuerzo realizado finalmente llevó en 1939 a la fusión de las dos organizaciones resultando la Federación del Control de la Natalidad de América (BCFA, siglas en inglés). A pesar de que Sanger continuó en el cargo de presidente, ya no ejercía el mismo poder que tenía en los primeros años del movimiento, y en 1942, fuerzas más conservadoras dentro de la organización cambiaron el nombre a Federación de la Planificación Familiar de América, un nombre que Sanger objetó porque lo consideraba demasiado eufemístico. Después de la Segunda Guerra Mundial, el liderazgo de la Planificación restó importancia al feminismo radical y cambió su enfoque a temas más moderados, como la planificación familiar y la política de población.
El movimiento para legalizar el control de la natalidad llegó a una conclusión gradual en la época en que se estableció La Planificación Familiar. En 1942 había en Estados Unidos más de 400  organizaciones de control de la natalidad, la anticoncepción era plenamente aceptada por la profesión médica y las leyes de Comstock contra la anticoncepción (que aún permanecían en los libros) rara vez se aplicaban.

## La legalización y consecuencias
Después de la Segunda Guerra Mundial, la defensa de los derechos reproductivos pasó a una nueva era que se centró en el aborto, financiación pública y cobertura del seguro.
La defensa del control de la natalidad también adquirió un punto de vista global ya que organizaciones de todo el mundo comenzaron a colaborar. En 1946, Sanger ayudó a fundar el Comité Internacional de Planificación de la Familia, que pasó a ser la Federación Internacional de Planificación Familiar, que pronto se convirtió en la mayor organización no gubernamental internacional de planificación familiar del mundo. En 1952, John  D. Rockefeller III fundó el prestigioso Consejo de Población. El miedo a la superpoblación mundial se convirtió en un tema importante en la década de 1960, generando preocupación por la contaminación, la escasez de alimentos y la calidad de vida, lo que dio lugar a campañas bien financiadas de control de la natalidad en todo el mundo. La Conferencia Internacional sobre Población y Desarrollo - El Cairo 1994 y la Cuarta Conferencia Mundial sobre la Mujer en 1995 aludieron al control de la natalidad e influyeron en las declaraciones de derechos humanos que defendían los derechos de las mujeres a controlar su propio cuerpo.
En los Estados Unidos, una oleada de acciones legales en la década de 1960 y 1970 cambió el panorama de los derechos reproductivos. En 1965, la Corte Suprema de los Estados Unidos dictaminó en el caso Griswold vs. Connecticut, que era inconstitucional que el gobierno prohibiera el uso de anticonceptivos a las parejas casadas. En 1967 el activista Bill Baird fue arrestado por dar una espuma anticonceptiva y un condón a un estudiante durante una conferencia sobre el control de la natalidad y el aborto en la Universidad de Boston. La apelación de Baird a su condena dio como resultado el caso del Tribunal Supremo de los Estados Unidos Eisenstadt vs. Baird (1972), el cual extendió el dictamen del caso Griswold a parejas no casadas, y por lo tanto legalizó así el control de la natalidad para todos los estadounidenses.
En 1970, el Congreso eliminó finalmente las referencias a los métodos anticonceptivos de las leyes federales contra la obscenidad, y en 1973 el dictamen en el caso Roe vs. Wade legalizó el aborto durante el primer trimestre del embarazo.

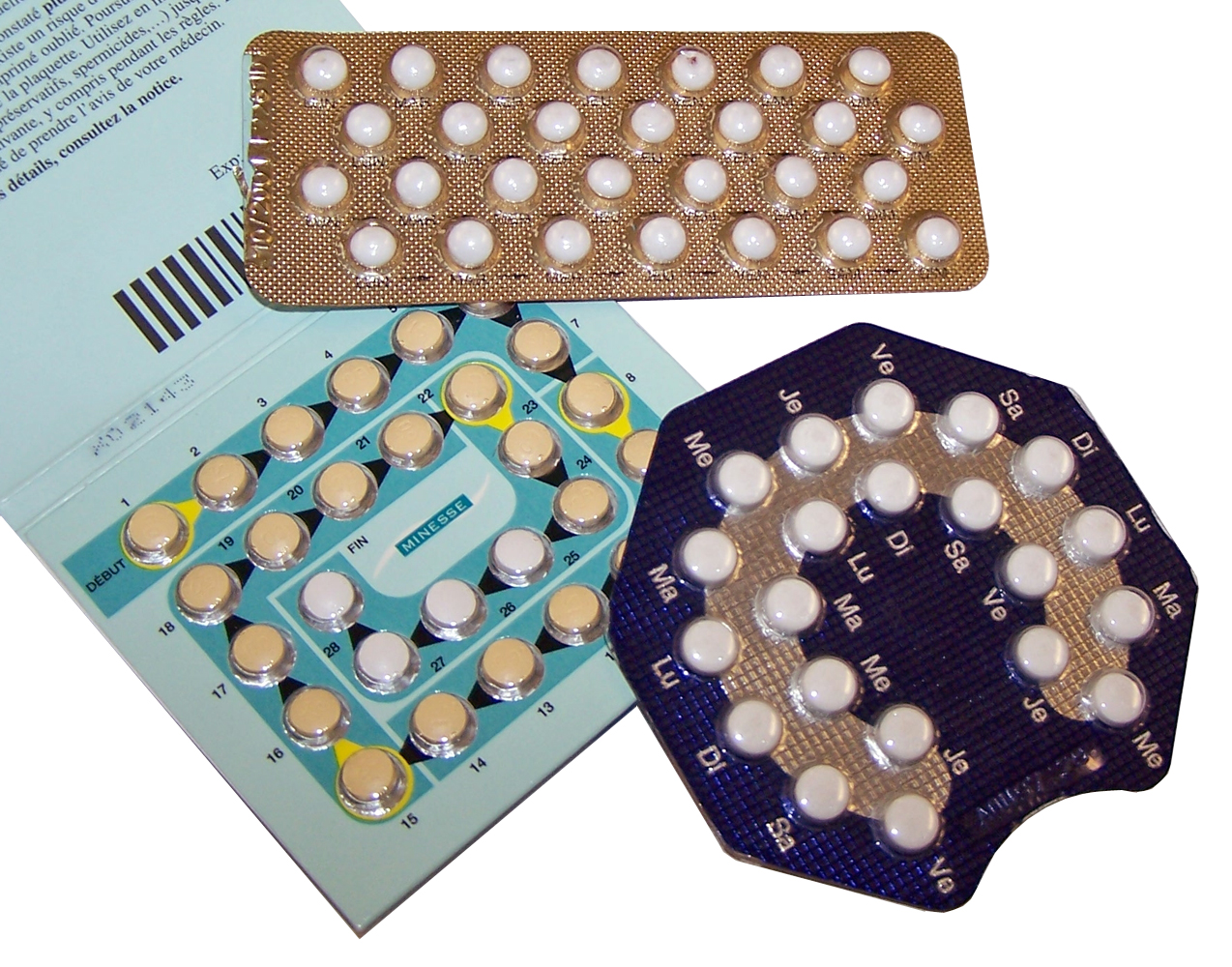
Pastillas anticonceptivas.

Durante el mismo periodo, la industria farmacéutica estaba desarrollando constantemente nuevas vías de anticoncepción. A principios de la década de 1950, la filántropa Katharine McCormick proporcionó fondos al biólogo Gegrory Pincus para que desarrollara la píldora anticonceptiva, que fue aprobada por la Administración de Alimentos y Medicamentos (FDA, siglas en inglés) en 1960. La píldora se hizo muy popular y tuvo un gran impacto en la sociedad y la cultura. Contribuyó a aumentar notablemente las tasas de asistencia y graduación de las mujeres de la universidad. En la década de 1960 se introdujeron nuevas formas de dispositivos intrauterinos, aumentando la popularidad de anticonceptivos reversibles de acción prolongada.
En 1982, los fabricantes de medicamentos europeos desarrollaron la mifepristona, que fue utilizada inicialmente como un anticonceptivo, pero que ahora se prescribe generalmente con una prostoglandina para inducir el aborto en embarazos de hasta 4 meses de gestación. Para evitar los boicots de los consumidores, organizados por organizaciones en contra del aborto, el fabricante donó los derechos de fabricación de EE. UU. a los Laboratorios Danco, una empresa formada por los defensores del aborto, con el único propósito de distribuir mifepristona en los Estados Unidos y así ser inmune a los efectos de los boicots.
En 1997, la FDA aprobó la prescripción de una píldora de anticoncepción de emergencia (conocida como la píldora del día después) que estaba disponible sin receta en el 2006. En el 2010, el acetato de ulipristal fue aprobado para su uso como anticonceptivo de emergencia eficaz durante 5 días después de haber mantenido relaciones sexuales sin protección. Del 50 al 60% de las pacientes que abortaban, habían quedado embarazadas en circunstancias en las cuales se podrían haber utilizado anticonceptivos de emergencia. Estos anticonceptivos de emergencia, incluyendo el Plan B y EllaOne, resultaron ser otro campo de batalla en la guerra por los derechos reproductivos. Los que se oponen a los anticonceptivos de emergencia consideran que es una forma de abortar porque pueden interferir con la capacidad de un embrión fertilizado de implantarse en el útero, mientras que los defensores sostienen que no es aborto porque la ausencia de implantación significa que el embarazo nunca comenzó.

## Lecturas relacionadas
- Allosso, Dan (2013), An Infidel Body-Snatcher and the Fruits of His Philosophy, SOTB Publishing, ISBN 978-1-4826-7868-0.
- Coates, Patricia Walsh (2008), Margaret Sanger and the Origin of the Birth Control Movement, 1910–1930: The Concept of Women's Sexual Autonomy, Edwin Mellen Press, ISBN 978-0-7734-5099-8.
- Goldman, Emma (1931), Living My Life, Knopf, ISBN 978-0-87905-096-2 (1982 reprint).
- Rosen, Robyn L. (2003), Reproductive Health, Reproductive Rights: Reformers and the Politics of Maternal Welfare, 1917–1940, Ohio State University Press, ISBN 978-0-8142-0920-2.
- Sanger, Margaret (1938), An Autobiography, Cooper Square Press, ISBN 0-8154-1015-8.

Trabajos seleccionados pertenecientes a la era del control de la natalidad:
- Bocker, Dorothy (1924), Birth Control Methods, BCCRB.
- Davis, Katharine Bement (1922), "A Study of the Sex Life of the Normal Married Woman", Journal of Social Hygiene 8 (April, 1922): 173–89.
- Dennett, Mary (1919), The Sex Side of Life, published by author. 1919 edition, Google books
- Dennett, Mary (1926), Birth Control Laws: Shall We Keep Them, Abolish Them, or Change Them?, Frederick H. Hitchcock.
- Dickinson, Robert Latou (1942), Techniques of Contraception Control, Williams & Wilkins.
- Knowlton, Charles, (1832), The Fruits of Philosophy, or the Private Companion of Young Married People, 1891 Bradlaugh-Besant Reprint (Google books)
- Owen, Robert Dale (1831), Moral Physiology, or A Brief and Plain Treatise on the Population Question, 1842 edition, (Google books)
- Sanger, Margaret (1911), What Every Mother Should Know, Based on a series of articles Sanger published in 1911 in the New York Call, which were, in turn, based on a set of lectures Sanger gave to groups of Socialist party women in 1910–11. Multiple editions published through the 1920s, by Max N. Maisel and Sincere Publishing, with the title What Every Mother Should Know, or how six little children were taught the truth. 1921 edition, Michigan State University Archivado el 2 de septiembre de 2022 en Wayback Machine.
- Sanger, Margaret (1914), Family Limitation, a 16-page pamphlet; also published in several later editions. 1917, 6th edition, Michigan State University Archivado el 2 de septiembre de 2022 en Wayback Machine.
- Sanger, Margaret (1916), What Every Girl Should Know, Max N. Maisel; 91 pages; also published in several later editions. 1920 edition, Michigan State University Archivado el 2 de septiembre de 2022 en Wayback Machine.; 1922 edition, Michigan State University Archivado el 2 de septiembre de 2022 en Wayback Machine.
- Sanger, Margaret (1920), Woman and the New Race, Truth Publishing, forward by Havelock Ellis. Harvard University, Project Gutenberg, Google Books
- Sanger, Margaret (1922), The Pivot of Civilization, Brentanos. 1922 edition, Project Gutenberg; 1922 edition, Google Books
- Stone, Hannah (1925), Contraceptive Methods – A Clinical Survey, ABCL.